# Wyche Island
Wyche Island ist eine kleine Insel im Archipel der Windmill-Inseln vor der Budd-Küste des ostantarktischen Wilkeslands. In der Gruppe der Swain-Inseln liegt sie südlich des westlichen Endes der Insel Burnett Island.
Luftaufnahmen der Insel entstanden bei der US-amerikanischen Operation Highjump (1946–1947) sowie 1956 im Rahmen der Australian National Antarctic Research Expeditions und bei einer sowjetischen Antarktisexpedition. 1957 nahmen Wissenschaftler der Wilkes-Station unter der Leitung des US-amerikanischen Polarforschers Carl R. Eklund (1909–1962) eine Vermessung vor. Eklund benannte sie nach Paul A. Wyche von der United States Navy, Mitglied der Mannschaft auf der Wilkes-Station im selben Jahr.